# HR 8799
HR 8799, auch bekannt unter der Veränderlichen-Bezeichnung V342 Pegasi, ist ein etwa 130 Lichtjahre entfernter ca. 60 Millionen Jahre alter Hauptreihenstern. Es handelt sich um einen γ-Doradus-Veränderlichen und einen λ-Bootis-Stern. Er besitzt eine scheinbare Helligkeit von 5,96 mag. HR 8799 ist Teil eines Systems, in dem sich sowohl eine Trümmerscheibe als auch mindestens vier schwere Planeten befinden.

## Planeten

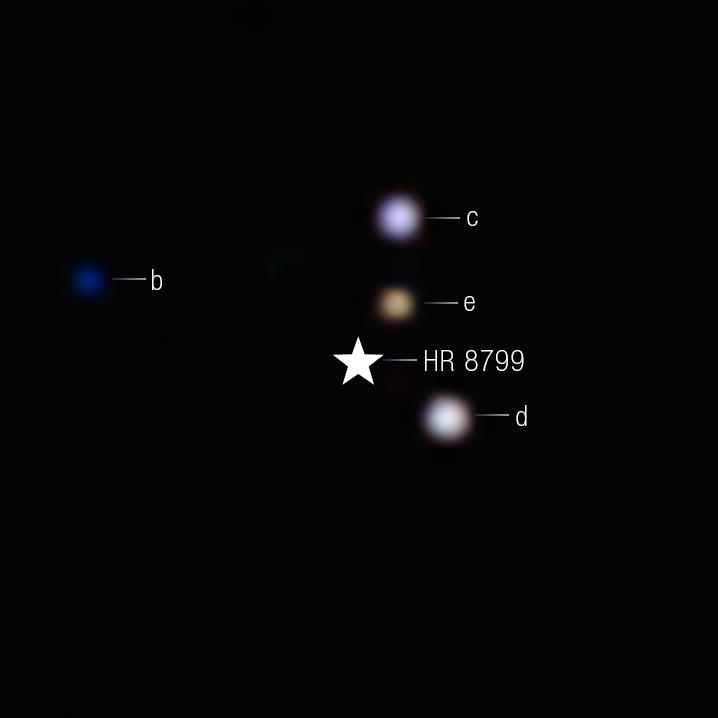
Abbildung der Planeten mithilfe der NIRCam des James-Webb-Weltraumteleskops

Im Jahre 2008 entdeckten Christian Marois vom National Research Council von Canada’s Herzberg Institute of Astrophysics und sein Team mit Hilfe des Keck- und Gemini-Teleskops gleich drei Planeten, die diesen Stern umkreisen. Diese tragen den Namen HR 8799 b, c und d. Sie konnten mit Hilfe von adaptiver Optik – als erste Kandidaten in einem Multiplanetensystem – im Infrarotlicht fotografisch abgebildet werden.
Ein vierter, weiter innen umlaufender Planet (HR 8799 e) mit einer Umlaufdauer von rund 45 Jahren konnte vom selben Forscherteam im Jahr 2009 direkt abgebildet werden.
Die vier Planeten haben ca. 5- bis 8-fache Jupitermasse und einen 20 bis 30 Prozent größeren Durchmesser.
Die älteste Aufnahme, auf der die drei Planeten nachträglich direkt nachgewiesen werden konnten, stammt aus dem Jahr 1998 vom Hubble-Weltraumteleskop.
Seit 2016 wird aufgrund von Beobachtungen des ALMA-Obervatoriums in Chile vermutet, dass HR 8799 über einen fünften Planeten verfügt, der aber noch nicht verifiziert werden konnte.
Im November 2018 wurde die Existenz von Wasser in der Atmosphäre von HR 8799 c bestätigt. Dies gelang durch mit adaptiver Optik unterstützte spektroskopische Messungen am Keck-Observatorium.
| Name      | Große Halbachse in AE für stabile, co-planare Umlaufbahnen | Masse in MJup | Radius in RJup | Umlaufzeit in Jahren |
| --------- | ---------------------------------------------------------- | ------------- | -------------- | -------------------- |
| HR 8799 b | 70,8 +0,19−0,18                                            | 5,8 ± 0,5     | 1,2            | ≈ 450                |
| HR 8799 c | 43,1 +1,3−1,4                                              | 7,2 +0,6−0,7  | 1,3            | ≈ 230                |
| HR 8799 d | 26,2 +0,9−0,7                                              | 7,2 +0,6−0,7  | 1,3            | ≈ 115                |
| HR 8799 e | 16,2 ± 0,5                                                 | 7,2 +0,6−0,7  | –              | ≈ 50                 |